# Enyo gorgon
Enyo gorgon (Cramer, 1777) è un lepidottero appartenente alla famiglia Sphingidae, diffuso in America Centrale e Meridionale.

## Descrizione

### Adulto
L'apice dell'ala anteriore è sinuato in ambo i sessi, e non tronco come in E. cavifer. Si riscontra un marcato dimorfismo sessuale

È una delle quattro specie del genere Enyo nelle quali i maschi presentano sull'ala anteriore degli androconia; il forte sviluppo dell'organo androconiale, che qui appare molto ampio e delimitato distalmente da venature, comporta il fatto che il margine costale dell'ala anteriore si presenti convesso prima della zona mediana; per lo stesso motivo, anche le venature risultano curvate in modo anomalo rispetto alla normale configurazione osservabile in altre Sphingidae: m1-m2 mostra una lunghezza doppia rispetto a m2-m3, e corre distalmente, così da formare, rispetto a quest'ultima, un angolo retto che viene ad aprirsi in direzione prossimale; a sua volta m2-m3 si posiziona così da formare un angolo ottuso rispetto a m3-cu1a, mentre M2 si diparte dall'angolo formato tra m1-m2 ed m2-m3, deviando all'indietro in prossimità della propria attaccatura. La pagina superiore è dicromatica, e risulta marrone scuro nella parte posteriore, e più chiara in quella anteriore. È presente una lunetta più chiara sul margine esterno, mentre la zona apicale presenta una macchia trapezoidale marrone scuro; la pagina inferiore si mostra al contrario di un colore chiaro e più omogeneo, con una macchia puntiforme bianca nella zona discale. Sempre nel maschio, l'ala posteriore presenta una venatura m3-cu1a pari a oltre la metà della lunghezza di m2-m3; la pagina superiore assume tonalità di marrone intermedie tra quelle delle due fasce dell'ala anteriore, mentre inferiormente la colorazione risulta simile a quella dell'ala anteriore.

Le antenne sono lievemente inspessite a livello distale, e appena uncinate. La cresta toracica è pronunciata.

Nella femmina, nella pagina superiore dell'ala anteriore, la parte basale anteriore, che raggiunge la metà della costa, e la mezza luna marginale, posta dopo la metà del termen, sono di un bruno pallido, che contrasta fortemente con il resto dell'ala, nettamente più scuro. Intorno alla macchia discoidale, si trova una regione scura, che si restringe improvvisamente all'altezza di CuA2, fino a diventare una linea stretta che si estende lungo la linea antemediana, fino al terzo prossimale del margine posteriore. Il margine distale della suddetta regione sfuma gradualmente in un marroncino più tenue, delimitato distalmente dalla mezza luna a livello del termen, e posteriormente da CuA2.

Nel genitale maschile, l'uncus si mostra similare a quello di E. lugubris lugubris, ma il processo apicale risulta molto più ridotto, mentre i processi ventrali sono più tozzi, e non altrettanto ravvicinati. La valva termina con un lungo processo sottile, fortemente sclerotizzato; il margine dorsale appare decisamente convesso a livello distale, con scaglie piliformi apicali più lunghe rispetto alla valva. L'edeago possiede un processo a sezione triangolare, simile a quello osservabile in E. cavifer.

L'apertura alare è di 66–72 mm.

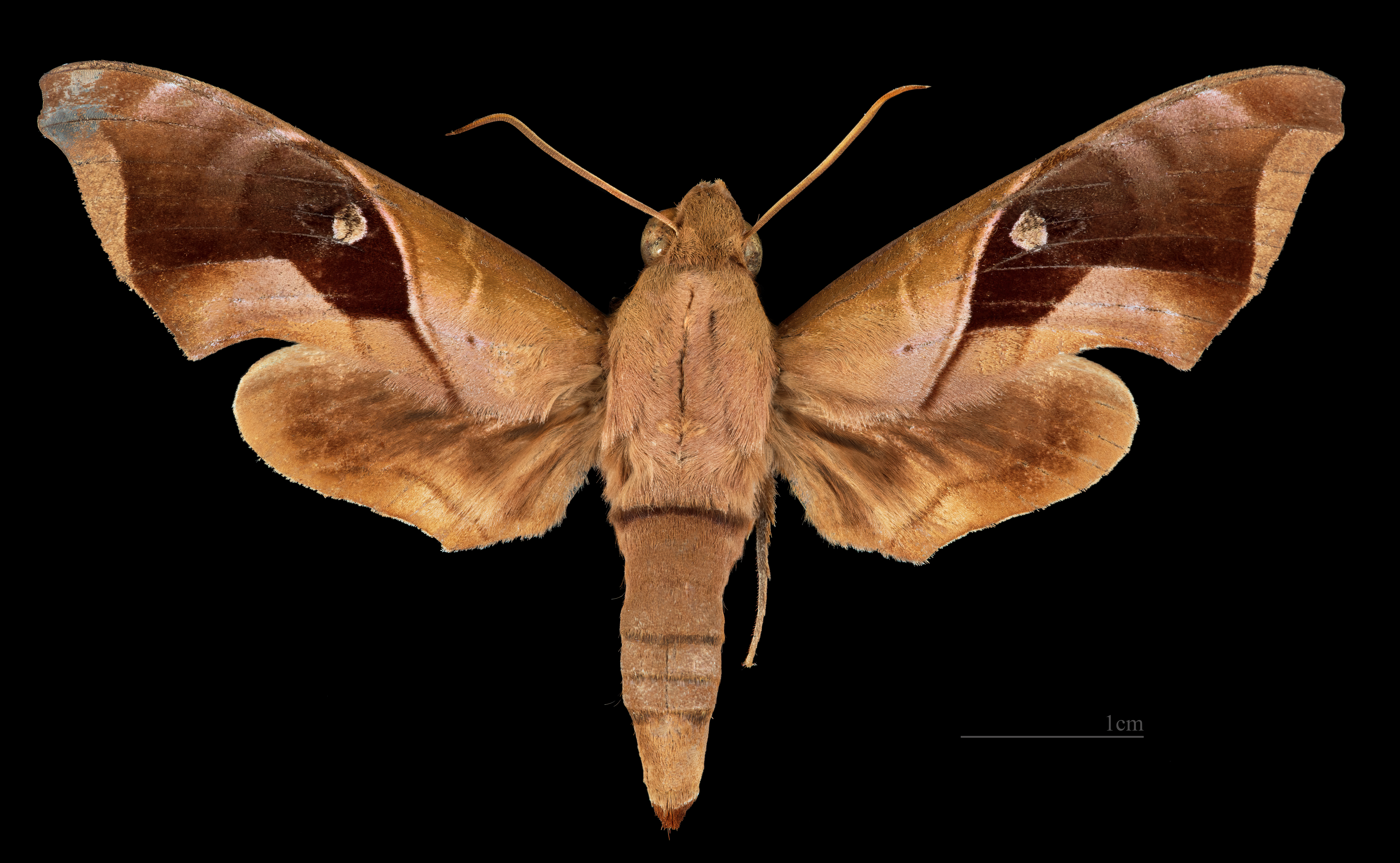
♀
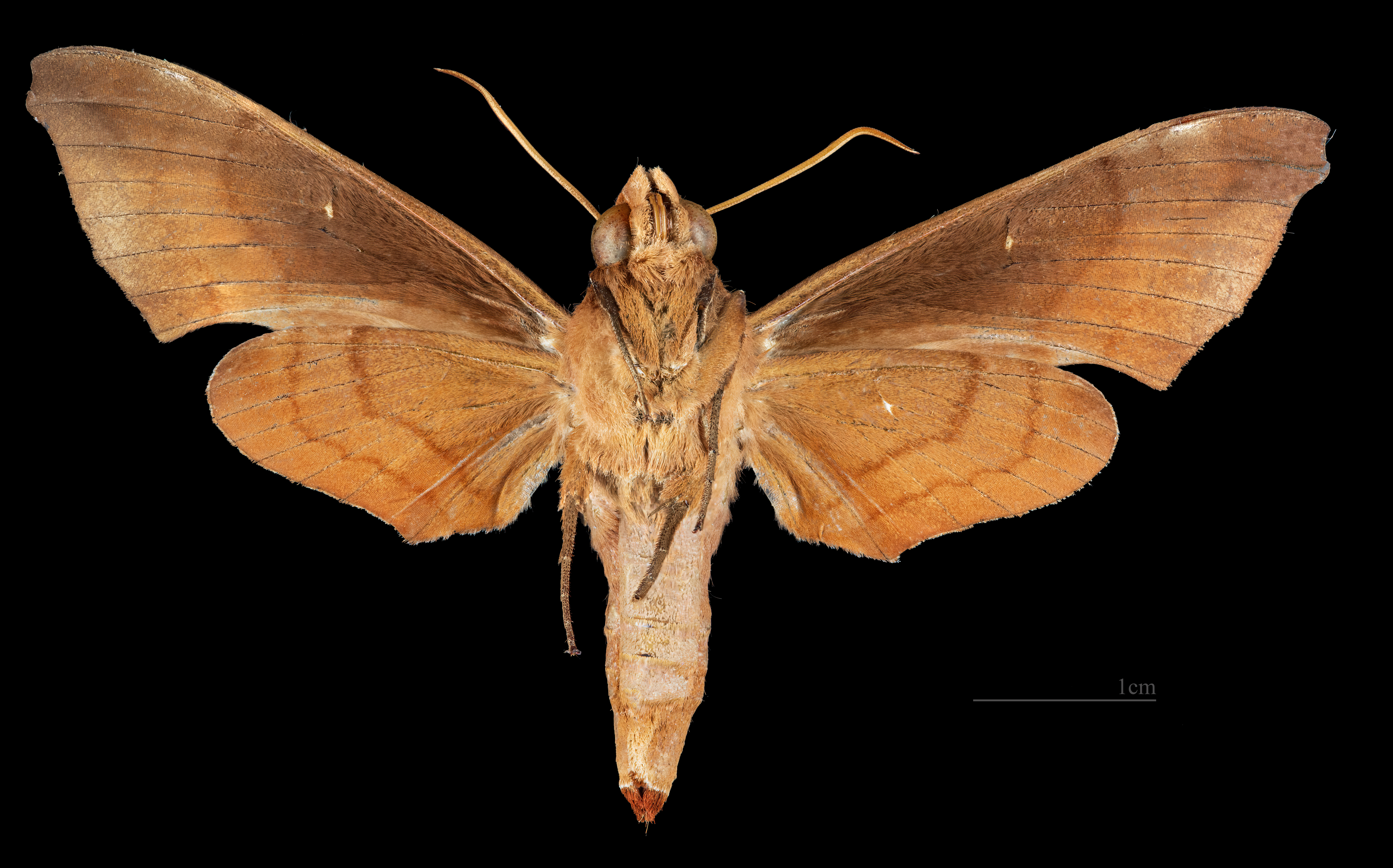
♀ △

### Larva
Il bruco ha un capo largo e appiattito, color verde scuro come la parte dorsale del corpo; i fianchi sono invece verde chiaro, con le due tonalità di verde separate da una linea giallastra dorso-laterale. Sui fianchi sono visibili sette-otto pallide bande strette e oblique. L'impressione d'insieme è quella di una fogliolina verde, nella quale il processo caudale (cosiddetto "cornetto") dovrebbe rappresentare il picciolo.

Anche in questa specie, il cornetto caudale tende a ridursi mano a mano che si susseguono gli stadi di sviluppo della larva.

### Pupa
Le crisalidi sono scure e lucide, con un cremaster lungo e appuntito; si rinvengono entro bozzoli posti a scarsa profondità nel sottobosco. L'emersione avviene dopo circa quattro settimane dall'impupamento.

## Distribuzione e habitat

Il Suriname, locus typicus della specie

L'areale di questa specie, prettamente neotropicale, comprende Argentina (Misiones), Belize (Corozal, Cayo, probabilmente Orange Walk), Bolivia (Santa Cruz: Andrés Ibáñez, La Paz: Larecaja, Mapiri, San Agustín), Brasile (Mato Grosso), Colombia, Costa Rica, Ecuador, El Salvador, Guatemala, Guiana Francese (Kaw), Guyana, Honduras, Messico, Nicaragua, Panama, Paraguay (Alto Paranà, Caaguazú, Caazapá, Canindeyú, Concepción, Cordillera, Guairá, Paraguarí, Presidente Hayes, San Pedro, probabilmente Central e Itapua), Perù (Junín), Suriname (locus typicus), Venezuela (Aragua, Barinas, Bolívar, Dependencias Federales, Miranda, Portuguesa, Táchira, Trujillo, Yaracuy).
L'habitat è rappresentato da foreste tropicali e sub-tropicali.

## Biologia
Durante l'accoppiamento, le femmine richiamano i maschi grazie ad un feromone rilasciato da una ghiandola, posta all'estremità addominale. Gli adulti di entrambi i sessi sono attratti dalla luce, specialmente i maschi; di norma è possibile vederli volare soprattutto tra l'una di notte e le 3.00; le femmine sono invece attive soprattutto dalle 12:30 alle 2.00.

### Periodo di volo
La specie è trivoltina in Costa Rica, con adulti campionabili da maggio a giugno, da agosto a settembre e da dicembre a gennaio. In Bolivia sono stati campionati adulti tra ottobre e novembre, nel Mato Grosso ad agosto e in Perù a febbraio.

### Alimentazione
Gli adulti suggono il nettare di fiori di varie specie.
I bruchi si alimentano su foglie di membri della famiglia Vitaceae, tra cui Vitis tiliifolia Humb. & Bonpl. ex Schult, oltre che su Tetracera volubilis L. (Dilleniaceae).

## Tassonomia

### Sottospecie
Al momento non sono riconosciute sottospecie.

### Sinonimi
Sono stati riportati cinque sinonimi:
- Enyo lyctus Walker, 1856 - List Spec. Lepid. Insects Colln Br. Mus. 8: 115 (sinonimo eterotipico)[6]
- Epistor gorgon heinrichi (Clark, 1932) (sinonimo eterotipico)
- Sphinx gorgon Cramer, 1777 - Uitl. Kapellen 2 (9-16): pl. 142, f. E - Locus typicus: Suriname (sinonimo omotipico, basionimo)[1]
- Sphinx lyctus Cramer, 1779 - Uitl. Kapellen 3 (17-21): pl. 225, f. F - Locus typicus: Suriname (sinonimo eterotipico)[7]
- Thyreus lyctus Boisduval, 1870 - Considérations Lépid. Guatemala: 68 (sinonimo eterotipico)[8]